# Žlebec Pušćanski
 Žlebec Pušćanski  falu Horvátországban Zágráb megyében. Közigazgatásilag  Pušća községhez  tartozik.

## Fekvése
Zágrábtól 23 km-re, községközpontjától 2 km-re északnyugatra, a Pušća-patak déli partján fekszik.

## Története
A település fekvése kedvező feltételeket nyújtott a különböző szőlőfajták termesztéséhez, mely a 19. század közepe óta az itteni megélhetés alapját képezte. Hivatalos neve 1961-ig Žlebec volt. Lakosságát csak 1971-óta számlálják önállóan, akkor 91-en lakták. 2011-ben 109 lakosa volt. Lakói mezőgazdasággal, szőlőtermesztéssel, állattenyésztéssel foglalkoznak.

## Lakosság
| Lakosság változása | Lakosság változása | Lakosság változása | Lakosság változása | Lakosság változása | Lakosság változása | Lakosság változása | Lakosság változása | Lakosság változása | Lakosság változása | Lakosság változása | Lakosság változása | Lakosság változása | Lakosság változása | Lakosság változása | Lakosság változása |
| ------------------ | ------------------ | ------------------ | ------------------ | ------------------ | ------------------ | ------------------ | ------------------ | ------------------ | ------------------ | ------------------ | ------------------ | ------------------ | ------------------ | ------------------ | ------------------ |
| 1857               | 1869               | 1880               | 1890               | 1900               | 1910               | 1921               | 1931               | 1948               | 1953               | 1961               | 1971               | 1981               | 1991               | 2001               | 2011               |
| 0                  | 0                  | 0                  | 0                  | 0                  | 0                  | 0                  | 0                  | 0                  | 0                  | 0                  | 91                 | 92                 | 74                 | 96                 | 109                |

## Külső hivatkozások
- Pušća község hivatalos oldala